# Сыроежка кроваво-красная
Сырое́жка крова́во-кра́сная (лат. Rússula sanguínea) — вид грибов, включённый в род Сыроежка (Russula) семейства Сыроежковые (Russulaceae).

## Описание
Шляпка достигает 3,5—10 см в диаметре, сначала выпуклая, затем уплощённая. Окраска кроваво-красная, винно-красная или фиолетово-красная, нередко выцветающая, очень редко беловатая. Кожица снимается очень плохо.
Пластинки довольно частые, обычно часто ветвящиеся и переплетающиеся, немного нисходящие на ножку, белые, затем кремовые.
Ножка цилиндрическая, у старых грибов иногда полая, но не губчатая, с заметным винно-красным или розовым оттенком, часто более интенсивным в нижней части, с возрастом иногда желтеющая.
Мякоть крепкая, белая, под кожицей красноватая, в основании ножки иногда желтоватая, разной интенсивности едкая или горькая на вкус, в ножке иногда вовсе сладковатая, с фруктовым запахом.
Споровый порошок светло-охристого цвета. Споры 7—10×6—8 мкм, яйцевидные, бородавчатые, с очень слабо развитой сеточкой. Пилеоцистиды цилиндрические или булавовидные.
Сыроежка кроваво-красная считается несъедобным из-за горького вкуса грибом. В сыром виде может вызвать лёгкое желудочно-кишечное отравление.

## Сходные виды
- Russula emetica (Schaeff.) Pers., 1796 также произрастает под хвойными деревьями, отличается почти всегда белой ножкой, белыми пластинками и споровым порошком.
- Russula helodes Melzer, 1929 — редкий вид, очень похожий на сыроежку кроваво-красную, отличающийся сереющей с возрастом ножкой и предпочитающий более влажные хвойные леса со сфагнумом.
- Russula persicina Krombh., 1845 встречается под лиственными деревьями, отличается слабо розоватой ножкой, хорошо снимающейся на протяжении большей части шляпки кожицей и желтеющей при повреждении мякотью.
- Russula rhodopus Zvára, 1927 произрастает в горах под пихтой, отличается всегда блестящей шляпкой.

## Экология
Вид широко распространён в Евразии и Северной Америке, произрастает в основном в хвойных и смешанных лесах под сосной. Также известен из Южной Америки и Австралии.

## Таксономия

### Синонимы
- Agaricus integer Vahl, 1790, nom. illeg.
- Agaricus linnaei var. sanguinarius (Schumach.) Fr., 1815
- Agaricus sanguinarius Schumach., 1803
- Agaricus sanguineus Bull., 1781, nom. illeg.
- Agaricus sanguinolentus J.F.Gmel., 1792
- Russula sanguinaria (Schumach.) Rauschert, 1989